# Monasterio de San Nicolás (Meteora)

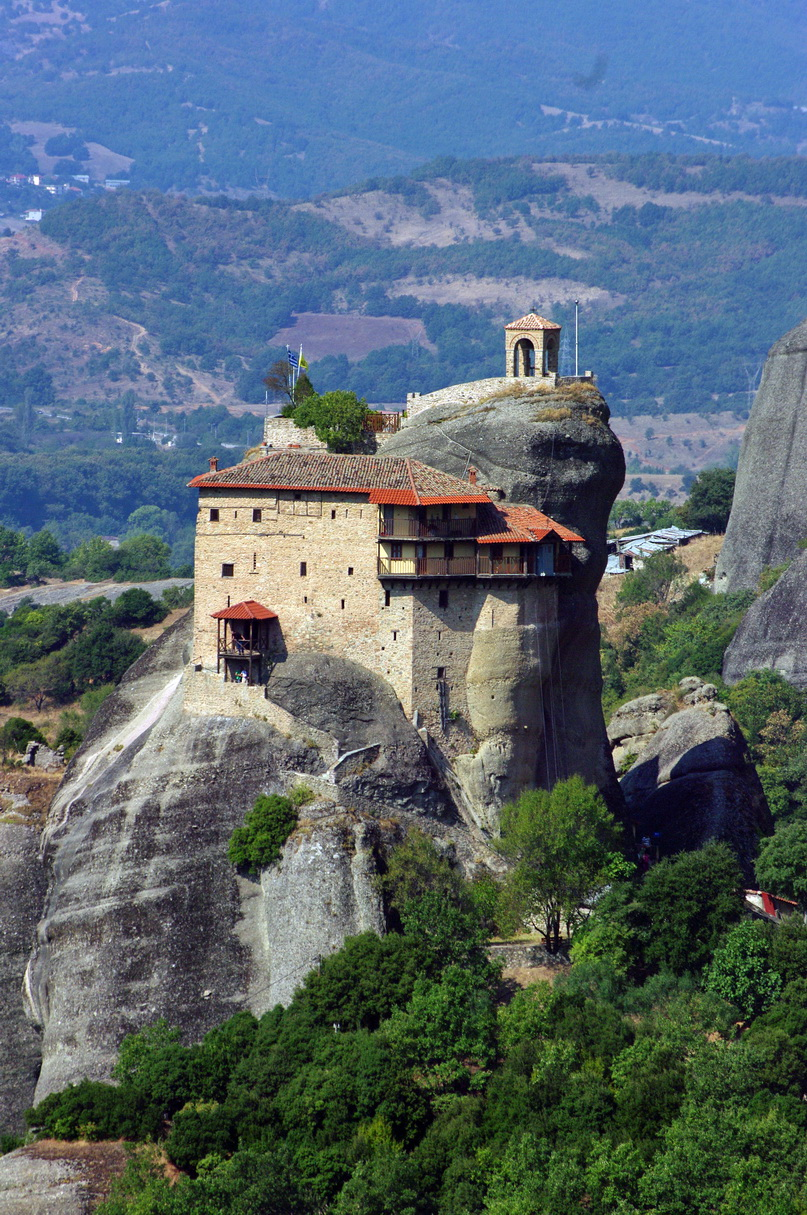
Monasterio de San Nicolás.

El monasterio de San Nicolás (Μονή Αγίου Νικολάου Αναπαυσά en griego) es un monasterio ortodoxo, situado al norte de Grecia, en la llanura de Tesalia, en las proximidades de Kalambaka, en el valle del río Peneo. Forma parte de un grupo de seis monasterios denominados Monasterios suspendidos en los aires o Monasterios en el cielo situados en Meteora, que fueron clasificados como Patrimonio de la Humanidad por la Unesco desde el año 1988.
Se encuentra en la parte occidental de los riscos de Meteora, sobre el pueblo de Kastraki, en la cima de una formación rocosa de 80 metros de altura. Para ascender a este monasterio hay que recorrer un camino escarpado, muy cercano al acantilado, que está compuesto por 143 escalones y por una escalera con 85 escalones tallados en la propia pared rocosa.
El Monasterio de San Nicolás se distingue por su diseño, adaptado a la pequeña extensión del espacio en el que está construido, con pisos sucesivos. En la planta baja del monasterio se encuentra la capilla de San Antonio, del siglo XIV, con vestigios de hagiografías y una cripta. En la primera planta está el katholikón. La decoración de esta parcela es obra de Teófanes de Creta. En el piso superior se encuentran el archonaki (banco antiguo), el osario y una capilla dedicada a Juan el Bautista.
Las fechas de su construcción son desconocidas, se cree que un primer núcleo de edificios data del siglo XIII, por un anacoreta llamado Nicanor Anapavsas. Fue reconstruido en la primera década del siglo XVI por el obispo metropolitano de Larisa, Agios Dionysios. Los frescos y pinturas hagiográficas son uno de los conjuntos más importantes de pintura postbizantina en Grecia. Debido a la pequeña superficie disponible en las paredes del templo, muchas representaciones tienen un tamaño de imagen portátil. Se muestran imágenes como la Asunción, escenas de diversos santos y de Cristo. En la cúpula de la iglesia principal se encuentra un pantocrátor.
Durante la Segunda Guerra Mundial el monasterio sufrió daños. En los años 1960 comenzaron los trabajos de restauración que duraron hasta el final del siglo. No hay información sobre cuántos monjes vivieron allí en sus momentos de esplendor. Actualmente, sólo un monje guarda sus tesoros.

## Galería de imágenes

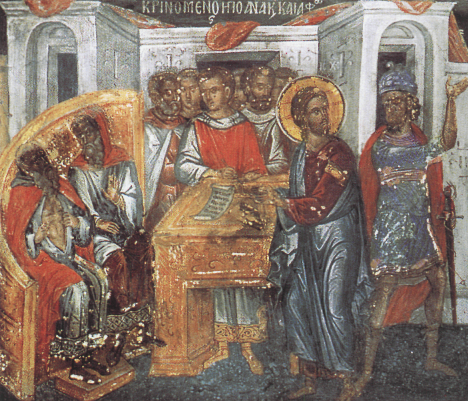
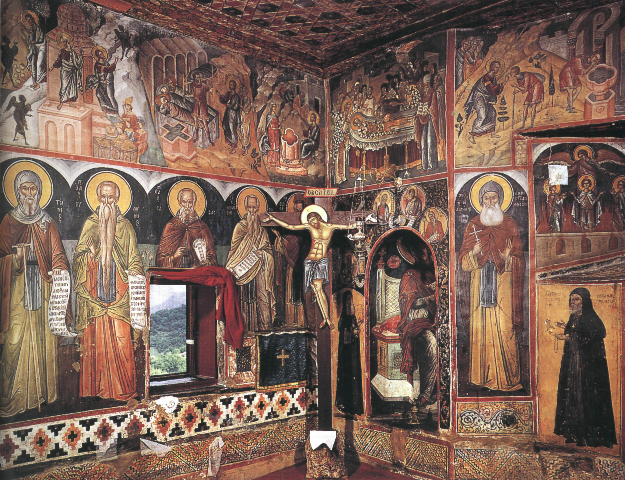
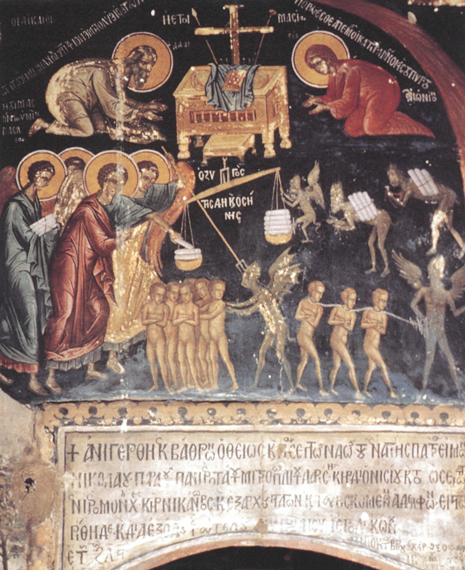
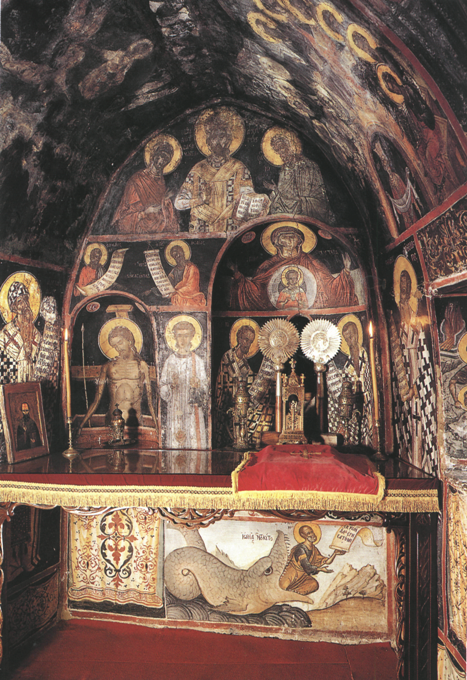
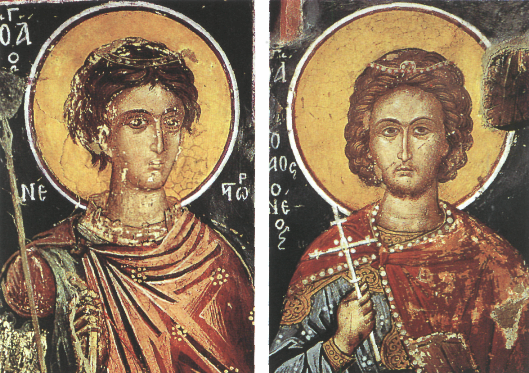
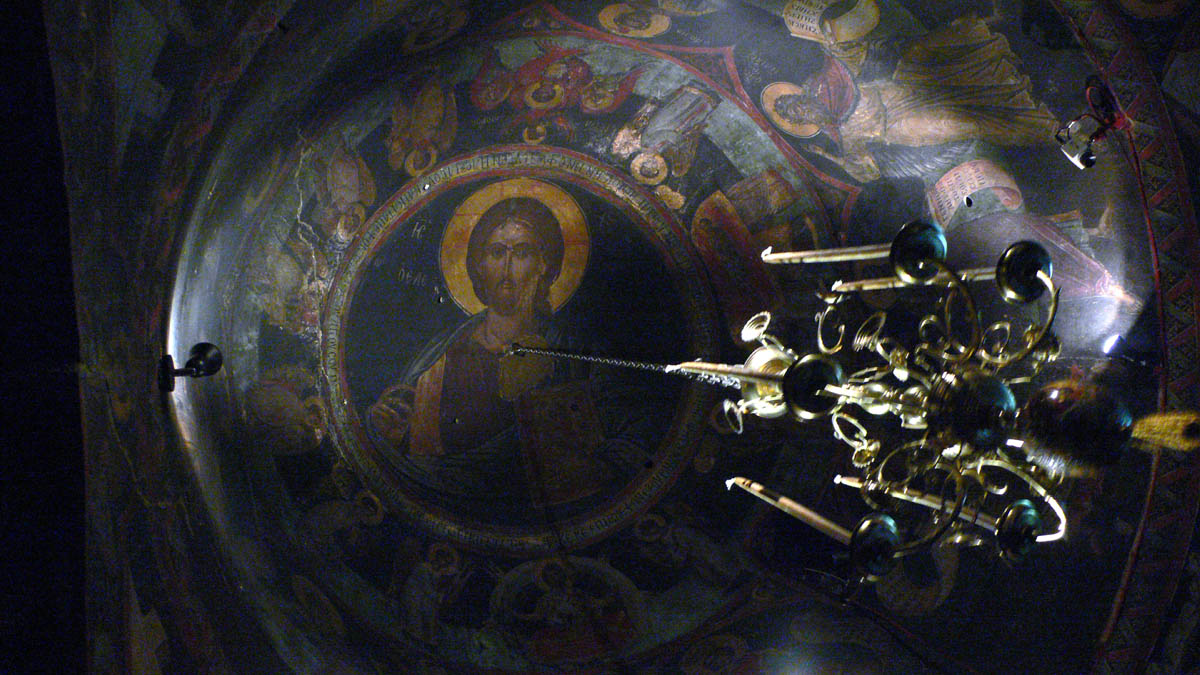
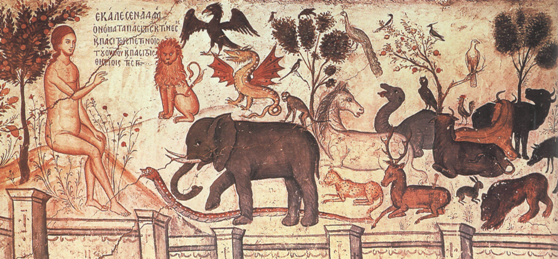